# Euclastes coahuilenses
Euclastes coahuilenses foi uma espécie de tartaruga marinha primitiva que viveu há 72 milhões de anos, no mar do Cretáceo, na região norte do estado mexicano de Coahuila.